# Bahnstrecke Le Coteau–Montchanin
| Bahnhof Coteau, April 2018 |                      |                                                                |                                                                |
| Streckennummer (SNCF): | 769 000              |                                                                |                                                                |
| Streckenlänge: | 107,5 km             |                                                                |                                                                |
| Spurweite: | 1435 mm (Normalspur) |                                                                |                                                                |
| Maximale Neigung: | 10 ‰                 |                                                                |                                                                |
| Zweigleisigkeit: | teilweise ja         |                                                                |                                                                |
| |                      |                                                                |                                                                |
| \| \| \| Bahnstrecke Moret-Veneux-les-Sablons–Lyon-Perrache v. Moret \| \| \| \| 420,6 0,0 \| Roanne \| Roanne \| \| \| \| Hafen \| \| \| \| 422,3 \| Loire (214 m) \| Loire (214 m) \| \| \| 423,1 \| Le Coteau \| ~279 m \| \| \| 423,2 \| Bahnstrecke Moret-Veneux-les-Sablons–Lyon-Perrache n. Lyon \| Bahnstrecke Moret-Veneux-les-Sablons–Lyon-Perrache n. Lyon \| \| \| 3,0 \| Bahnstrecke Le Coteau–Saint-Germain-au-Mont-d’Or n. St-Germain \| Bahnstrecke Le Coteau–Saint-Germain-au-Mont-d’Or n. St-Germain \| \| \| 3,9 \| Rhins (38 m) \| Rhins (38 m) \| \| \| ~12,0 \| D 482 (ehem. N 482) \| D 482 (ehem. N 482) \| \| \| 13,8 \| Vougy \| ~268 m \| \| \| 18,3 \| Pouilly-sous-Charlieu \| ~263 m \| \| \| 18,7 \| Sornin (33 m) \| Sornin (33 m) \| \| \| 18,7 \| Bahnstrecke Pouilly-sous-Charlieu–Clermain nach Clermain \| Bahnstrecke Pouilly-sous-Charlieu–Clermain nach Clermain \| \| \| ~23,6 \| Département Loire / Saône-et-Loire \| Département Loire / Saône-et-Loire \| \| \| 25,2 \| Iguerande \| ~263 m \| \| \| 34,6 \| Marcigny \| ~248 m \| \| \| ~34,7 \| D 982b (ehem. N 489) \| D 982b (ehem. N 489) \| \| \| 42,9 \| Montceaux-Vindecy \| ~250 m \| \| \| ~49,2 \| Aérodrome de St. Yan \| Aérodrome de St. Yan \| \| \| 50,1 \| Arconce (40 m) \| Arconce (40 m) \| \| \| 50,3 \| Saint-Yan \| ~241 m \| \| \| ~50,4 \| D 982 (ehem. N 482) \| D 982 (ehem. N 482) \| \| \| \| Bahnstrecke Moulins–Mâcon von Moulins \| \| \| \| 59,1 \| Paray-le-Monial \| ~249 m \| \| \| 59,7 \| Bahnstrecke Paray-le-Monial–Givors-Canal nach Lozanne \| Bahnstrecke Paray-le-Monial–Givors-Canal nach Lozanne \| \| \| \| Bahnstrecke Moulins–Mâcon nach Mâcon \| \| \| \| 62,1 \| Canal du Centre (18 m) \| Canal du Centre (18 m) \| \| \| 62,3 \| Bourbince (47 m) \| Bourbince (47 m) \| \| \| 70,2 \| La Gravoine \| ~253 m \| \| \| 75,6 \| Palinges \| ~259 m \| \| \| 79,0 \| Bourbince (33 m) \| Bourbince (33 m) \| \| \| 79,6 \| Génelard \| ~268 m \| \| \| 80,0 \| Bourbince (39 m) \| Bourbince (39 m) \| \| \| 85,6 \| Ciry-le-Noble \| ~269 m \| \| \| 90,9 \| Galuzot \| ~280 m \| \| \| 91,6 \| Canal du Centre (44 m) \| Canal du Centre (44 m) \| \| \| 94,9 \| Montceau-les-Mines \| ~284 m \| \| \| 98,4 \| Blanzy-Canal \| Blanzy-Canal \| \| \| 99,3 \| Canal du Centre (18 m) \| Canal du Centre (18 m) \| \| \| 99,4 \| Bourbince (12 m) \| Bourbince (12 m) \| \| \| 99,7 \| Blanzy \| ~300 m \| \| \| \| Bergwerksgleise \| \| \| \| 109,2 \| Bahnstrecke Nevers–Chagny von Nevers \| Bahnstrecke Nevers–Chagny von Nevers \| \| \| 110,0 \| Montchanin \| ~321 m \| \| \| \| Bahnstrecke Étiveau–Montchanin n. Saint-Gengoux-le-National \| \| \| \| \| Bahnstrecke Nevers–Chagny nach Chagny \| \| |                      |                                                                |                                                                |
| Strecke |                      | Bahnstrecke Moret-Veneux-les-Sablons–Lyon-Perrache v. Moret    | Bahnstrecke Moret-Veneux-les-Sablons–Lyon-Perrache v. Moret    |
| Bahnhof | 420,6 0,0            | Roanne                                                         | Roanne                                                         |
| Abzweig geradeaus und ehemals nach links |                      | Hafen                                                          | Hafen                                                          |
| Brücke über Wasserlauf | 422,3                | Loire (214 m)                                                  | Loire (214 m)                                                  |
| Bahnhof | 423,1                | Le Coteau                                                      | ~279 m                                                         |
| Abzweig geradeaus und nach rechts | 423,2                | Bahnstrecke Moret-Veneux-les-Sablons–Lyon-Perrache n. Lyon     | Bahnstrecke Moret-Veneux-les-Sablons–Lyon-Perrache n. Lyon     |
| Abzweig ehemals geradeaus und nach rechts | 3,0                  | Bahnstrecke Le Coteau–Saint-Germain-au-Mont-d’Or n. St-Germain | Bahnstrecke Le Coteau–Saint-Germain-au-Mont-d’Or n. St-Germain |
| Brücke über Wasserlauf (Strecke außer Betrieb) | 3,9                  | Rhins (38 m)                                                   | Rhins (38 m)                                                   |
| Bahnübergang (Strecke außer Betrieb) | ~12,0                | D 482 (ehem. N 482)                                            | D 482 (ehem. N 482)                                            |
| Bahnhof (Strecke außer Betrieb) | 13,8                 | Vougy                                                          | ~268 m                                                         |
| Bahnhof (Strecke außer Betrieb) | 18,3                 | Pouilly-sous-Charlieu                                          | ~263 m                                                         |
| Brücke über Wasserlauf (Strecke außer Betrieb) | 18,7                 | Sornin (33 m)                                                  | Sornin (33 m)                                                  |
| Abzweig geradeaus und nach rechts (Strecke außer Betrieb) | 18,7                 | Bahnstrecke Pouilly-sous-Charlieu–Clermain nach Clermain       | Bahnstrecke Pouilly-sous-Charlieu–Clermain nach Clermain       |
| Grenze (Strecke außer Betrieb) | ~23,6                | Département Loire / Saône-et-Loire                             | Département Loire / Saône-et-Loire                             |
| Bahnhof (Strecke außer Betrieb) | 25,2                 | Iguerande                                                      | ~263 m                                                         |
| Bahnhof (Strecke außer Betrieb) | 34,6                 | Marcigny                                                       | ~248 m                                                         |
| Bahnübergang (Strecke außer Betrieb) | ~34,7                | D 982b (ehem. N 489)                                           | D 982b (ehem. N 489)                                           |
| Bahnhof (Strecke außer Betrieb) | 42,9                 | Montceaux-Vindecy                                              | ~250 m                                                         |
| Abzweig geradeaus und nach links (Strecke außer Betrieb) | ~49,2                | Aérodrome de St. Yan                                           | Aérodrome de St. Yan                                           |
| Brücke über Wasserlauf (Strecke außer Betrieb) | 50,1                 | Arconce (40 m)                                                 | Arconce (40 m)                                                 |
| Bahnhof (Strecke außer Betrieb) | 50,3                 | Saint-Yan                                                      | ~241 m                                                         |
| Bahnübergang (Strecke außer Betrieb) | ~50,4                | D 982 (ehem. N 482)                                            | D 982 (ehem. N 482)                                            |
| Abzweig ehemals geradeaus und von links |                      | Bahnstrecke Moulins–Mâcon von Moulins                          | Bahnstrecke Moulins–Mâcon von Moulins                          |
| Bahnhof | 59,1                 | Paray-le-Monial                                                | ~249 m                                                         |
| Abzweig geradeaus und nach rechts | 59,7                 | Bahnstrecke Paray-le-Monial–Givors-Canal nach Lozanne          | Bahnstrecke Paray-le-Monial–Givors-Canal nach Lozanne          |
| Abzweig geradeaus und ehemals nach rechts |                      | Bahnstrecke Moulins–Mâcon nach Mâcon                           | Bahnstrecke Moulins–Mâcon nach Mâcon                           |
| Brücke über Wasserlauf | 62,1                 | Canal du Centre (18 m)                                         | Canal du Centre (18 m)                                         |
| Brücke über Wasserlauf | 62,3                 | Bourbince (47 m)                                               | Bourbince (47 m)                                               |
| ehemaliger Bahnhof | 70,2                 | La Gravoine                                                    | ~253 m                                                         |
| Bahnhof | 75,6                 | Palinges                                                       | ~259 m                                                         |
| Brücke über Wasserlauf | 79,0                 | Bourbince (33 m)                                               | Bourbince (33 m)                                               |
| Bahnhof | 79,6                 | Génelard                                                       | ~268 m                                                         |
| Brücke über Wasserlauf | 80,0                 | Bourbince (39 m)                                               | Bourbince (39 m)                                               |
| Bahnhof | 85,6                 | Ciry-le-Noble                                                  | ~269 m                                                         |
| Haltepunkt / Haltestelle | 90,9                 | Galuzot                                                        | ~280 m                                                         |
| Brücke über Wasserlauf | 91,6                 | Canal du Centre (44 m)                                         | Canal du Centre (44 m)                                         |
| Bahnhof | 94,9                 | Montceau-les-Mines                                             | ~284 m                                                         |
| Dienststation / Betriebs- oder Güterbahnhof | 98,4                 | Blanzy-Canal                                                   | Blanzy-Canal                                                   |
| Brücke über Wasserlauf | 99,3                 | Canal du Centre (18 m)                                         | Canal du Centre (18 m)                                         |
| Brücke über Wasserlauf | 99,4                 | Bourbince (12 m)                                               | Bourbince (12 m)                                               |
| Haltepunkt / Haltestelle | 99,7                 | Blanzy                                                         | ~300 m                                                         |
| Abzweig geradeaus und nach rechts |                      | Bergwerksgleise                                                | Bergwerksgleise                                                |
| Abzweig geradeaus und von links | 109,2                | Bahnstrecke Nevers–Chagny von Nevers                           | Bahnstrecke Nevers–Chagny von Nevers                           |
| Bahnhof | 110,0                | Montchanin                                                     | ~321 m                                                         |
| Abzweig geradeaus und ehemals nach rechts |                      | Bahnstrecke Étiveau–Montchanin n. Saint-Gengoux-le-National    | Bahnstrecke Étiveau–Montchanin n. Saint-Gengoux-le-National    |
| Strecke |                      | Bahnstrecke Nevers–Chagny nach Chagny                          | Bahnstrecke Nevers–Chagny nach Chagny                          |

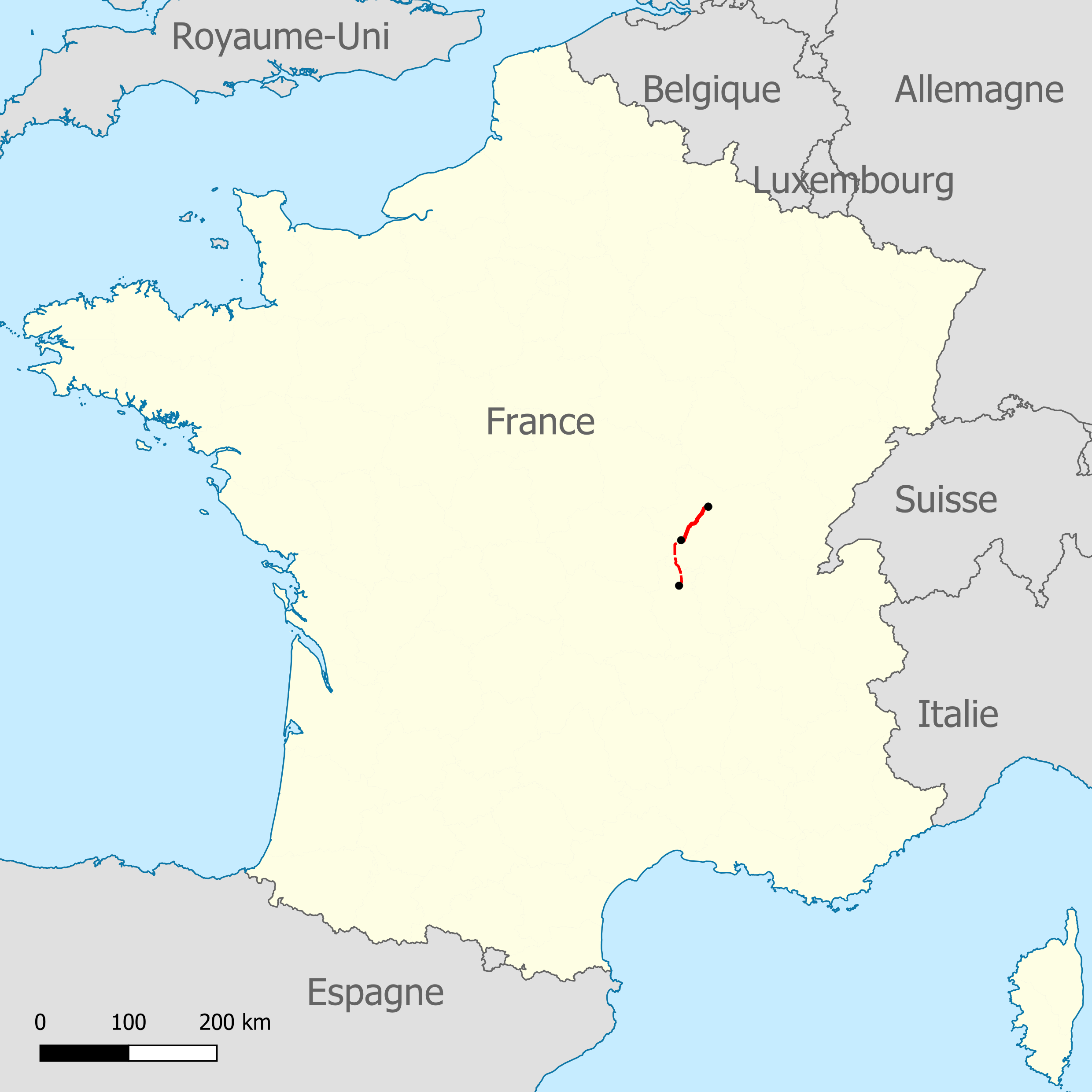
Lage der Strecke

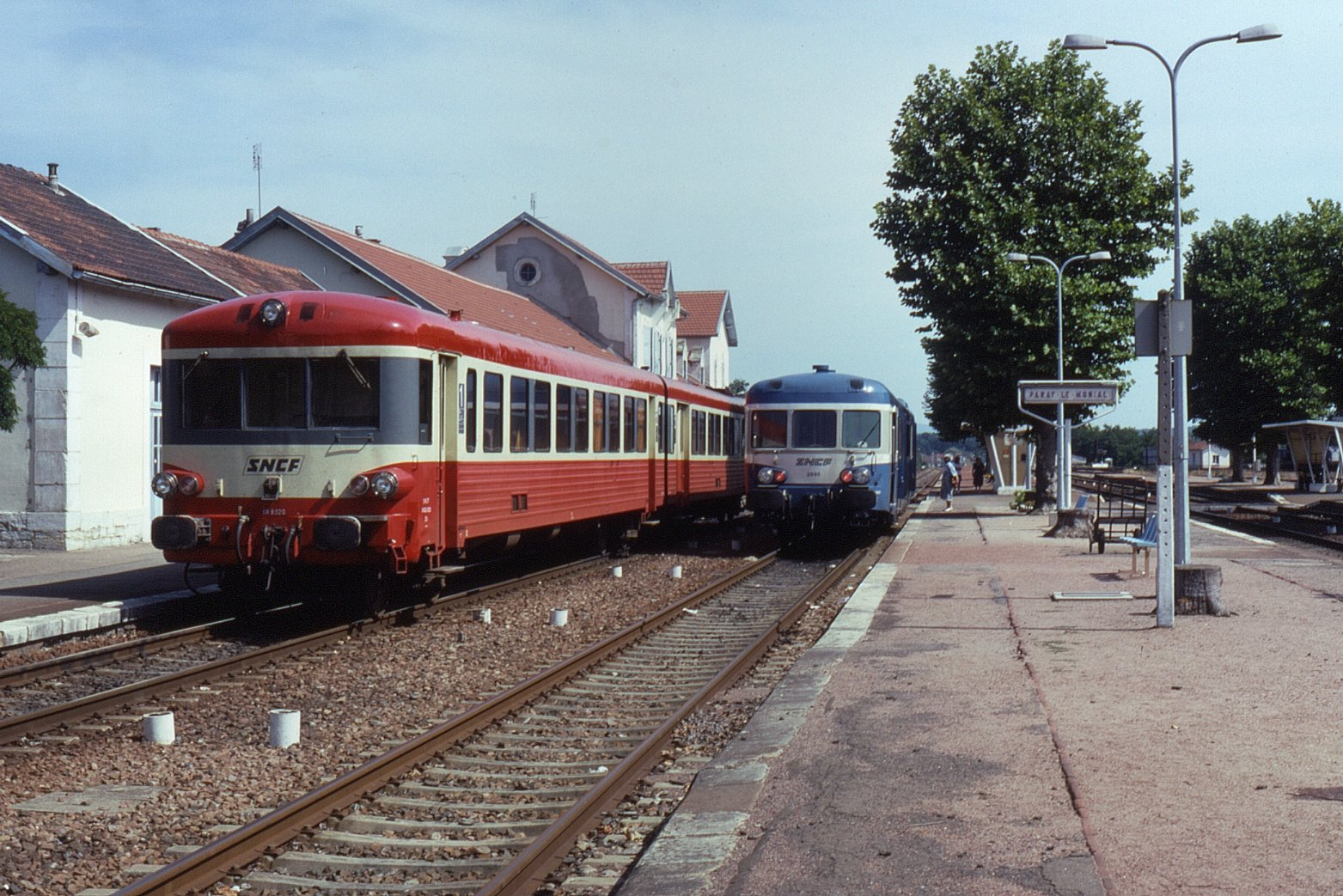
Paray-le-Monial, Blick nach Südost (1992)

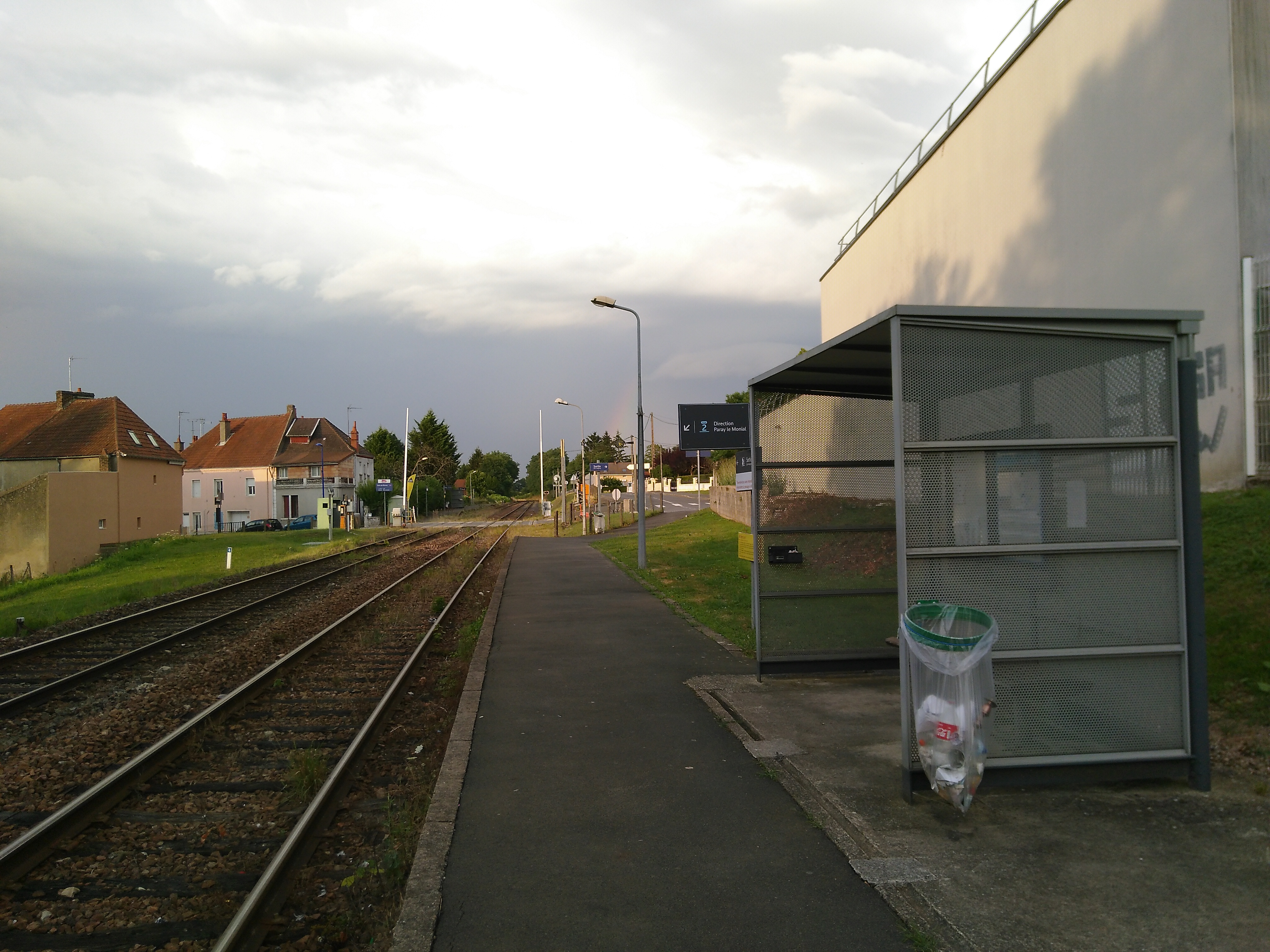
Haltepunkt Blanzy, Blickrichtung Nordost (2018)

Die Bahnstrecke Coteau–Montchanin ist eine knapp 110 km lange normalspurige, in Nord-Süd-Richtung ausgerichtete französische Bahnstrecke, von der heute nur noch die nördliche Hälfte besteht und von Regionalzügen und Güterverkehr bedient wird. Der südliche Abschnitt ist seit 1995 entwidmet und war Ende 2019 zwischen Pouilly-sous-Charlieu und Paray-le-Monial als Fahrradweg ausgebaut.

## Geschichte
Roanne und ihr heutiger Vorort Le Coteau waren mit der Bahnstrecke Roanne–Andrézieux bereits seit 1833 mit dieser neuartigen Infrastruktur versorgt und das Eisenbahnnetz in Frankreich dehnte sich schnell weiter aus.
Ein ursprüngliches Konzessionsgesuch für den Bau und Betrieb dieser Strecke erging von der Bahngesellschaft Chemin de fer Grand-Central de France, die jedoch nach ihrem Konkurs und ihrer Auflösung 1857 an die wesentlich finanzkräftigere Compagnie des chemins de fer de Paris à Lyon et à la Méditerranée fiel. Die Streckenführung zwischen Roanne und Paray-le-Monial war lange Zeit umstritten; sollte die Strecke von Saint-Étienne kommend auf der rechten oder linken Uferseite der Loire geführt werden?: S. 3–7 Nach mehrfachen Anhörungen entschied der Verkehrsminister Eugène Caillaux am 16. Dezember 1874 für die Trassierung auf dem rechten Loireufer.: S. 9 Die Strecke wurde schließlich am 3. Juli 1875 eröffnet, nachdem der nördliche – unstrittige – Abschnitt Paray-le-Monial–Montchanin bereits am 19. Juni 1857 dem Verkehr übergeben werden konnte.

## Streckenbeschreibung
Diese Bahnstrecke erforderte für ihren Bau keine besonderen Kunstbauwerke. Das wichtigste Einzelbauwerk, die Loirebrücke zwischen Roanne und Le Coteau, gehörte nicht mehr zu dieser Strecke, sondern zur Bahnstrecke Moret-Veneux-les-Sablons–Lyon-Perrache. Das Profil ist sehr flach. Im südlichen Abschnitt bis Paray-le-Monial führt die Strecke fast kontinuierlich bergab mit maximal 8 ‰ Gefälle oder Steigung. Die Bahnhöfe liegen in der dünn besiedelten Landschaft relativ weit auseinander. Auch Industrie war und ist außer in Roanne, in Paray-le-Monial und in der Region Montceau-les-Mines / Montchanin kaum vorhanden.